# Max Hey
Max Hutchinson Hey (* 11. März 1904 in Leyland, Lancashire; † 24. Januar 1984) war ein britischer Mineraloge, Chemiker und Kristallograph.

## Leben
Hey ging in Leyland und Manchester zur Schule und interessierte sich früh für Chemie. Er studierte Chemie und Kristallographie an der Universität Oxford mit dem Bachelor-Abschluss 1925. Nachdem er als Chemiker in staatlichen Laboren und beim Patentamt gearbeitet hatte, wurde er 1928 Assistant Keeper 2. Klasse am British Museum in der Abteilung Mineralogie, verantwortlich für chemische Analysen (gleichzeitig wurde Frederick Allan Bannister eingestellt, um die Röntgenkristallographie aufzubauen). Er arbeitete damals unter dem Keeper Leonard James Spencer, der gerade Nachfolger von George Thurland Prior geworden war. Dort untersuchte er zunächst die damals wenig verstandenen Zeolithe. 1937 erhielt er dafür einen D.Sc. (Doktorgrad) und wurde Assistant Keeper 1. Klasse. Er untersuchte weiter systematisch die chemische Zusammensetzung der Mineralien der Sammlung, teilweise in Zusammenarbeit mit dem Röntgenkristallographen Bannister (beide erhielten dafür 1943 den Lyell Fund der Geological Society of London). Dafür entwickelte er Verfahren für mikrochemische Analysen unter dem Mikroskop. Er wohnte zuletzt in Tilehurst bei Reading. 1952 wurde er Senior Principal Scientific Officer und 1954 war er kurze Zeit Acting Keeper für Mineralogie bis zur Ernennung von Gordon Frank Claringbull als Keeper (zuvor war 1952/53 Bannister Keeper). 1969 ging er in den Ruhestand.
1950 veröffentlichte er die erste Ausgabe seines Index of Mineral Species arranged chemically (Chemical Index of Minerals, auch kurz Hey Index genannt). Aus seinen chemischen Untersuchungen von Meteoriten entstand seine Überarbeitung des Meteoritenkatalogs des Museums von Prior. Er befasste sich auch mit Kristallographie im engeren Sinn und setzte nach dem Tod von Thomas Vipond Barker (1881–1931) die Arbeit an dessen Barker Index of Crystals fort (erschienen 1951, 1956, 1963). Dazu stellte er auch umfangreiche mathematische Berechnungen an, für die er eine Vorliebe hatte. Er wandte sich auch der Statistik zu und entwickelte eigene statistische Verfahren.
1956 bis 1980 war er Herausgeber des Mineralogical Magazine. 1966 erhielt er die Roebling Medal und er war seit 1961 Fellow der Mineralogical Society of America.
Die Mineralogical Society of Great Britain and Ireland verleiht seit 1993 die ihm zu Ehren benannte Max Hey Medal an Nachwuchswissenschaftler. 1970 bis 1972 war er Präsident der Mineralogical Society of Great Britain.
Das Mineral Heyit wurde 1973 ihm zu Ehren benannt. Hey war Mitglied der britischen Sektion der internationalen Kommission für Mineralnamen.